# Mikey Way
Michael James Way (Newark (New Jersey), 10 september 1980) is een Amerikaanse muzikant. Hij is de basgitarist van de Amerikaanse band My Chemical Romance. Hij speelt tegenwoordig meerdere instrumenten in Electric Century. Way is de broer van Gerard Way, zanger van diezelfde band (My Chemical Romance). Hij groeide op in Belleville in New Jersey. Way en zijn broer zijn van Schots-Italiaanse afkomst.

## Carrière
In 2001 werd Way deel van de Amerikaanse rockband My Chemical Romance als bassist. Na het boek Ecstacy: Three Tales of Chemical Romance gelezen te hebben, kwam hij op de bandnaam.
Mikey Way werkte voordat hij met muziek begon in Barnes & Noble en later bij Eyeball Records. Deze hadden beide veel invloed bij de oprichting van My Chemical Romance. Eyeball tekende een contract met de band en bracht hun debuutalbum uit. 
Een jaar nadat My Chemical Romace uit elkaar ging richtte hij samen met de voormalige zanger van een andere band Electric Century op.

## Verslaving
Nadat My Chemical Romance na 12 jaar uit elkaar ging, gingen alle leden hun eigen weg. Mikey Way had (net zoals zijn broer Gerard) eerder al drugs- en alcoholproblemen, die met de bekendheid van de band toenamen. Na het uiteengaan van de band viel hij in een 'zwart gat', zoals hij het zelf noemde. Zijn vrienden zorgden ervoor dat hij ging ontwennen, Way vertelde in een interview dat hij de hele ervaring doodeng vond en dat hij dankbaar was dat hij geholpen werd, ondanks dat hij iedereen die hij liefhad buitensloot.